# Ramón Fajardo Izquierdo
Ramón Fajardo Izquierdo   (Alacant, 18 de juliol de 1826 - plaza de las Cortes, 26 de setembre de 1888) fou un militar alacantí, capità general de València, governador de Cuba i Puerto Rico i director de la guàrdia civil durant la restauració borbònica.

## Biografia
Fill del brigadier Sixto Fajardo González i germà del també militar Luis Fajardo Izquierdo. Procedent de l'arma d'infanteria, va estar present en el setge de Barcelona dut a terme pel general Van Halen en 1842. va combatre a la guerra d'Àfrica, intervenint en la batalla de Los Castillejos. Destinat a Puerto Rico, va retornar a la península en 1865. Va prendre part de la Gloriosa.
Destinat a Cuba, tornà en 1874 a la península. Va combatre en la tercera guerra carlina, participant en la presa de Monte Esquinza, ascendint en 1875 al rang de tinent general. Fou capità general d'Aragó, d'Andalusia i capità general de València (1878-1881).
En 1884 va exercir de director general de la Guàrdia Civil, càrrec del que cessà per ser nomenat successivament capità general de Puerto Rico i governador de Cuba. També va ser senador per la província de València en la legislatura 1884-1885.Va morir en el número 8 de la madrilenya plaça de las Cortes el 26 de setembre de 1888. Va ser enterrat en el cementiri de la Sacramental de San Justo.